# Irene Fels-Kuratle
Irene Fels-Kuratle, auch Irene Beatrice Kuratle (* 23. Dezember 1918 in St. Gallen; † 16. März 2007 ebenda), war eine Schweizer Malerin, Mosaizistin, Holzschneiderin und Autorin.

## Leben und Werk
Irene Fels-Kuratle war eine Tochter des Zeichenlehrers und Freizeitmalers Alfred Kuratle (1877–1956). Sie wuchs umgeben von Malerei, Musik und Literatur in Rorschach auf.
Nach der Matura absolvierte sie eine Lehre als medizinische Laborantin. Später besuchte sie Malkurse an der Kunstgewerbeschule Zürich und Zeichenkurse bei Theo Glinz an der Kunstgewerbeschule St. Gallen. In Paris besuchte sie die Académie de la Grande Chaumière und die Académie Lhote von André Lhote. An der Académie Julian besuchte sie die Fresko-Kurse sowie Kurse von Ossip Zadkine und Fernand Léger.
Irene Fels-Kuratle wurde von ihrem Ehemann Peter von Fels in die Technik des Steinmosaiks eingeführt. In der Folge schufen sie gemeinsame Mosaike in St. Gallen. In Rorschach schuf Irene Fels-Kuratle 1962 ein Wandgemälde für das Evangelische Kirchengemeindehaus, 1968 ein Wandgemälde im Restaurant Löwengarten und 1969 ein Mosaik für das Pestalozzi-Schulhaus.
1962 erhielt sie den Anerkennungspreis der Stadt St. Gallen.